# Philygria nepalensis
Philygria nepalensis är en tvåvingeart som först beskrevs av Dahl 1968.  Philygria nepalensis ingår i släktet Philygria och familjen vattenflugor.
Artens utbredningsområde är Nepal. Inga underarter finns listade i Catalogue of Life.